# 캠프 킴
캠프 킴(Camp Kim)은 대한민국 서울특별시 용산구에 자리한 주한 미군의 기지로, 용산 기지의 서쪽에 있는 이름을 가진 일부분이다.
기지 안에는 연합 서비스 조직(USO) 육군 및 공군 면세점(AAFES), 용산 기지 차량등록소가 있다.

## 반환 예정
서울특별시에서 2005년까지 캠프 킴의 약 15,000평 부지를 사들이는 계획을 세우고 국방부와 협의하고 있다. 토지구입비용은 약 860억원으로, 시 예산의 50%인 430억을 2년동안(2004 ~ 2005년) 편성하여 사들이게 되면, 행정 타운을 조성하는 방안을 추친하고 있다.
2016년 용산 기지의 일부로서 함께 서울특별시에 반환된다면, 상업, 업무, 문화, 주거 등을 위한 복합단지로 개발될 예정이다.

## 주둔
- 서울시 차량 정비 센터
- 주한 미군 특수 작전 사령부
- 한국 근무단 본부
- 제1통신여단, 프로젝트 지원국

## 같이 보기
- 주한 미군의 시설 목록
- USAG 용산
  - 캠프 코이너

## 참고
1. ↑  김대훈 (2004년 1월 12일). “내년 서울시 캠프킴 부지 매입”. 노컷뉴스. 2012년 6월 16일에 확인함.
2. ↑  이승윤 (2011년 10월 10일). “용산공원정비구역 종합기본계획 확정·고시”. YTN. 2012년 6월 16일에 확인함.

- “Camp Kim” (영어). globalsecurity.org. 2015년 10월 16일에 확인함.